# Ozzie Smith
Osborne Earl "Ozzie" Smith (26 de dezembro de 1954) é um ex-jogador profissional de beisebol norte-americano que foi eleito para o Hall da Fama do Beisebol em 2002.